# 154-й отдельный комендантский Преображенский полк
154-й отдельный комендантский Преображенский полк — формирование Вооружённых сил Российской Федерации, дислоцированное в Москве.
Почтовый адрес: улица 1-й Краснокурсантский проезд, дом № 1/4, город Москва, Россия. Сокращённое наименование, в служебных документах — 154 окпп. Условное наименование — Войсковая часть № 01904, сокращённо — В/Ч 01904. Полк обеспечивает в Московском гарнизоне несение гарнизонной и караульной служб (патрулирование, обеспечение антитеррористической деятельности в гарнизоне, конвоирование подследственных и осуждённых военнослужащих и тому подобное), проведение ритуалов встреч и проводов официальных государственных и военных делегаций, гарнизонные мероприятия с участием войск, отдание воинских почестей при похоронах. Группа разминирования полка занимается обезвреживанием взрывоопасных предметов на территории Московского гарнизона (за исключением самодельных взрывных устройств).

## История

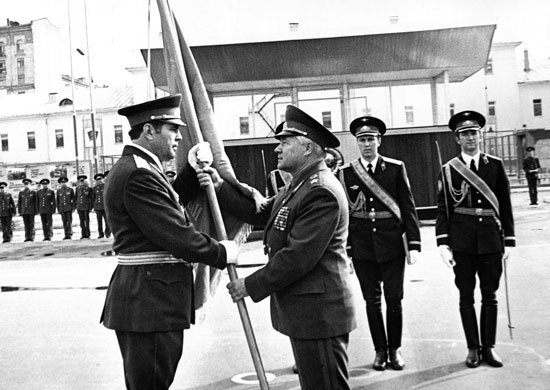
Генерал армии В. Л. Говоров вручает Боевое знамя командиру 154 окп, 29 июня 1980 года

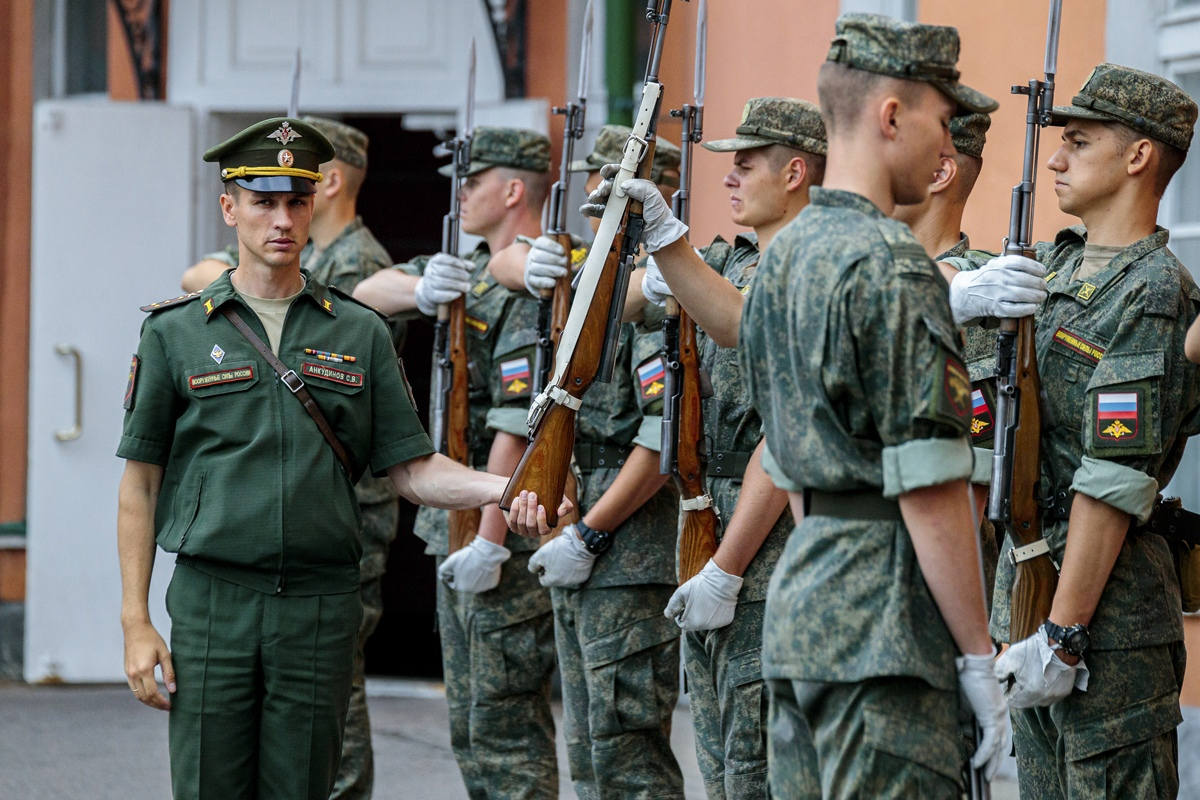
Первая строевая подготовка Преображенского полка, роты Почётного караула и военного оркестра весеннего призыва 2021 года

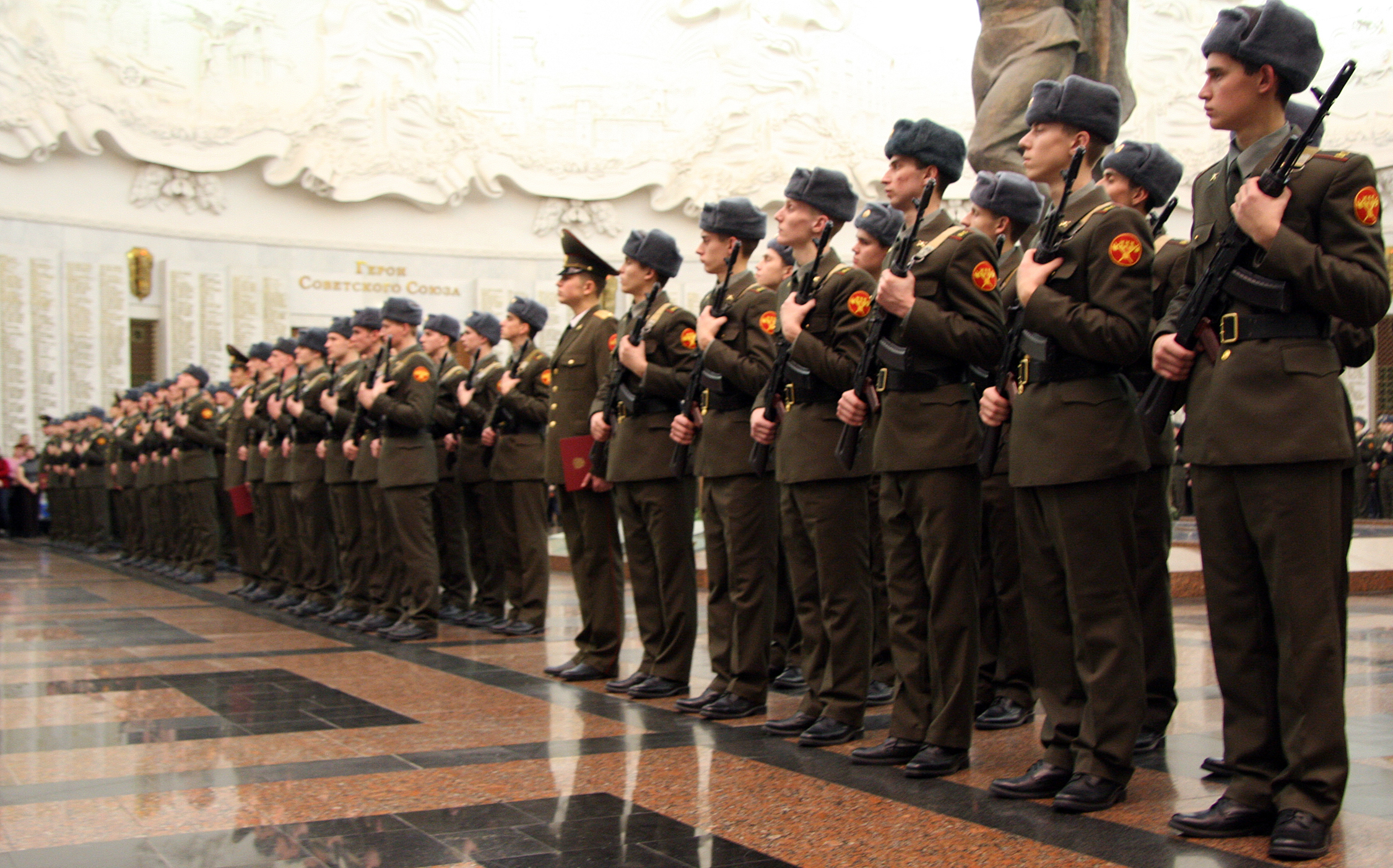
Принятие военной присяги в 154 окп

Личный состав батальона почётного караула 154 окп, 26 июня 2009 года

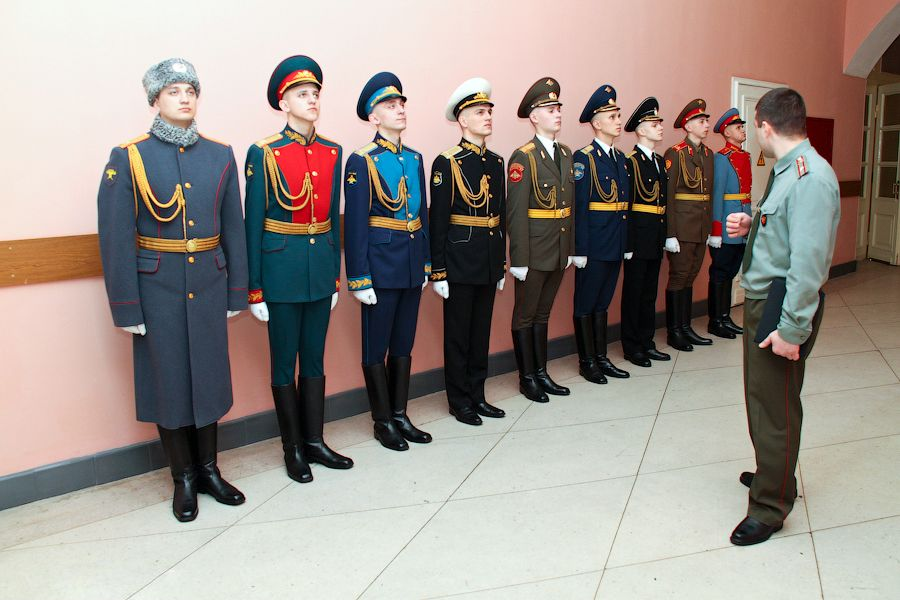
Образцы особой парадной формы одежды разных родов войск находящиеся и бывшие ранее на снабжении 154 окп

Полк был сформирован в декабре 1979 года. В его состав вошли 99-й отдельный комендантский батальон и отдельная рота почётного караула.
Рота почётного караула была создана в 1944 году в составе первого полка дивизии особого назначения имени Дзержинского НКВД СССР. Одним из первых высоких гостей, которого встречал Почётный караул, был Уинстон Черчилль.
15-го ноября 1945 года приказом МВО № 23606 от 5 ноября 1945 года для несения патрульной службы был сформирован 73-й отдельный местный стрелковый батальон, который вошел в подчинение коменданта Московского гарнизона. Формировать его было поручено майору Антонову И. А. Основой формирования явились кадры Тульского, Московского, Владимирского пехотных училищ, 2-й стрелковой Таманской дивизии, 19-го и 3-го местных стрелковых батальонов.
6 февраля 1948 года 73-й отдельный стрелковый батальон (трёх ротного состава) (73 осб) получил условное наименование «В/Ч 01904», а в апреле был переформирован в 465-ю отдельную стрелковую роту (трёх взводного состава). 3 ноября 465 оср переименовывается в 465-ю отдельную комендантскую роту, с сохранением условного наименования части «В/Ч 01904».
10 апреля 1949 года в соответствии с директивой Генерального штаба ВС СССР № Орг/8/109718, от 10 апреля 1949 года, на базе 465 окр при Управлении коменданта Московского гарнизона был сформирован 99-й отдельный комендантский батальон (99 окб) (двуротного состава) численностью личного состава 296 человек, условное наименование осталось от 465 окр. Первым командиром сформированного батальона был назначен майор Богдан Владимир Брониславович.
29 ноября 1956 года сформированы: 1-я отдельная рота почётного караула и военный Образцовый оркестр (Почётного караула) и распоряжением Совета Министров СССР рота и оркестр Почётного караула были переданы в непосредственное подчинение военного коменданта Московского гарнизона.
В 1970 году для роты почётного караула была введена особая парадная форма одежды трёх видов вооружённых сил Союза ССР: Сухопутных войск, Военно-воздушных сил и Военно-морского флота.

Приказ Министра обороны СССР № 29, 16 февраля 1971 года, город Москва.

«Об изменении особой парадной формы одежды для личного состава рот почётного караула»

1. Особую парадную форму одежды для личного состава рот почётного караула и для выделенных этим ротам оркестров изготавливать согласно прилагаемому описанию и рисункам.

2. Установить ношение особой парадной формы одежды личным составом рот почётного караула и выделенных для них оркестров в гарнизонах городов Москвы, Ленинграда, Киева, Минска, Риги, Тбилиси, Еревана, Баку, Ташкента, Алма-Аты, Фрунзе, Душанбе, Ашхабада, Волгограда, Одессы, Свердловска, Ростова-на-Дону, Львова, Куйбышева, Новосибирска, Читы, Хабаровска, а также в гарнизонах, в которых размещены штабы групп войск. Особую парадную форму одежды Военно-воздушных сил и Военно-Морского Флота выдавать соответствующим взводам роты почётного караула гарнизона города Москвы.

3. Особую парадную форму одежды носить только при нахождении в составе почётного караула. Выдачу этой формы производить в инвентарь части.

4. Переход на ношение особой парадной формы одежды осуществить в 1971 году.

5. Считать утратившим силу раздел третий приложения I к приказу Министра обороны СССР 1964 года № 130.

Министр обороны СССР Маршал Советского Союза А. Гречко.— Интернет-журнал для любителей униформологии.
В связи с возросшим объёмом задач по несению гарнизонной и караульной службы и не только, в Московском гарнизоне, была подписана директива Главного штаба Сухопутных войск, в декабре 1979 года, о сформировании 154-го отдельного комендантского полка на базе 99-го отдельного комендантского батальона (99 окб) и отдельной роты почётного караула (орпк). По штатному расписанию 154 окп состоял из двух комендантских батальонов, отдельной роты почётного караула, автомобильной роты и подразделений обеспечения. Условное наименование 154 окп перешло от 99 окб. Штатная численность 154 окп составила 880 человек личного состава, 110 единиц автомобильной техники и три БРДМ-2 для транспортировки лафетов орудий на похоронах.
29 июня 1980 года командующий войсками Московского военного округа, начальник Московского гарнизона генерал армии В. Л. Говоров вручил полку боевое знамя и грамоту Президиума Верховного Совета СССР. В 1980 году личный состав 154 окп принимал активное участие в проведении мероприятий открытия и закрытия Игр XXII Олимпиады: в том числе военнослужащим в спортивной форме было доверено нести олимпийский флаг.
В 1981 году 1-я отдельная рота Почётного караула участвовала во встречах и проводах министров обороны стран — участниц Варшавского договора в ходе проведения международных учений «Запад-81».
В 1981 году полк в полном составе в течение месяца участвовал в ликвидации пожаров в Московской области; многие военнослужащие были награждены медалью «За отвагу на пожаре».
Кроме Московской Олимпиады военнослужащие 154 окп принимали участие в подготовке и проведении всех значимых событий, включая Всемирный фестиваль молодёжи и студентов в Москве в 1985 году, празднование 175-летия Бородинской битвы в 1987 году и Спартакиады народов СССР.
Также личный состав полка участвовал в отдании почестей при погребении высших должностных лиц СССР и государственных, партийных и военных деятелей. Почётный караул 154 окп был важнейшим элементом мероприятий по отданию последних почестей Генеральным секретарям ЦК КПСС Л. И. Брежневу, Ю. В. Андропову, К. У. Черненко, Маршалам Советского Союза С. М. Будённому, К. Е. Ворошилову, Г. К. Жукову, Д. Ф. Устинову, А. М. Василевскому, космонавту А. А. Леонову и другим.
В мае 1991 года на основе отдельной роты почётного караула был создан батальон почётного караула двуротного состава.
Несмотря на тяжелое положение в государстве организация Вооруженных Сил не стояла на месте. В 1993 году на базе 6-й комендантской роты полка проходил эксперимент по созданию подразделений военной полиции ВС России. На роту были возложены задачи по конвоированию задержанных, находящихся под следствием и осужденных военнослужащих. На базе соседних частей внутренних войск рота постигала азы службы. Ежедневно тренировалась стрельбе и рукопашному бою. Эксперимент продлился до 1995 года. Результатом стали наставления, другие руководящие документы и практические наработки, используемые военной полицией в настоящее время.
В полку в 2006 году создан и успешно выступает самодеятельный театр.
9 апреля 2013 года указом Президента Российской Федерации полку было присвоено почётное наименование «Преображенский» и полк переименован в 154-й отдельный комендантский Преображенский полк — в честь знаменитого лейб-гвардии Преображенского полка.
10 сентября 2018 года на базе полка открыт Дом всероссийского военно-патриотического общественного движения «Юнармия».
Полк расквартирован в Лефортовских казармах (бывшее здание 3-го Московского Императора Александра II кадетского корпуса, построенное 1830-е годы. Архитекторы К. А. Тон, Е. Д. Тюрин).
Штатная численность полка — 1037 военнослужащих.

## Состав

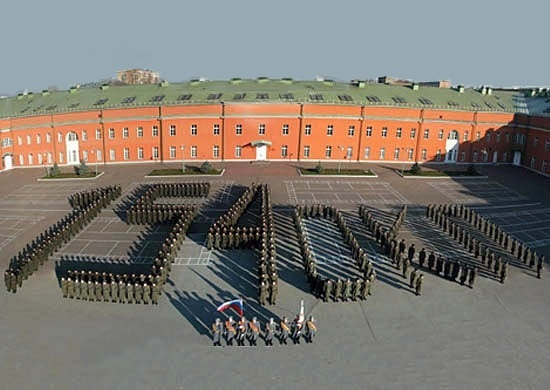
Построение полка на плацу в виде номера части

В 154-й отдельный комендантский Преображенский полк входят:
- Управление 154 окПп (включает штаб, службу связи, службу радиационной, химической и биологической защиты, медицинскую службу, автомобильную службу, службу ракетно-артиллерийского вооружения, финансовую службу, службу горючего и смазочных материалов, продовольственную службу, вещевую службу);
- инженерную службу (включает группу разминирования);
- 1-й комендантский батальон;
- 2-й комендантский батальон;
- Батальон почётного караула:
  - 1-я рота почётного караула;
  - 2-я рота почётного караула;
- рота обеспечения (включает управление и 5 взводов: комендантский, регулирования дорожного движения, боевого обеспечения, взвод связи, мастерскую средств связи и ремонтный взвод);
- автомобильная рота;
- Военный оркестр (Московского гарзнизона) (бывш. 13 оркестр штаба Московского военного округа).

Также в полку расквартированы рота военной полиции, 100 военная автомобильная инспекция и военный образцовый оркестр (Почётного караула)

## Знаки отличия
- награждён 1 ноября 1994 года Почётной грамотой президента Российской Федерации за большой вклад в подготовку и проведение официального визита в Россию Королевы Великобритании Елизаветы II;
- награждён 17 августа 1995 года Почётной грамотой президента Российской Федерации за активное участие в подготовке и проведении празднования 50-летия Победы в Великой Отечественной войне.;
- награждён 12 июля 2011 года Грамотой Верховного главнокомандующего Вооружёнными Силами Российской Федерации.